# حرم جامعة ولاية ميشيغان

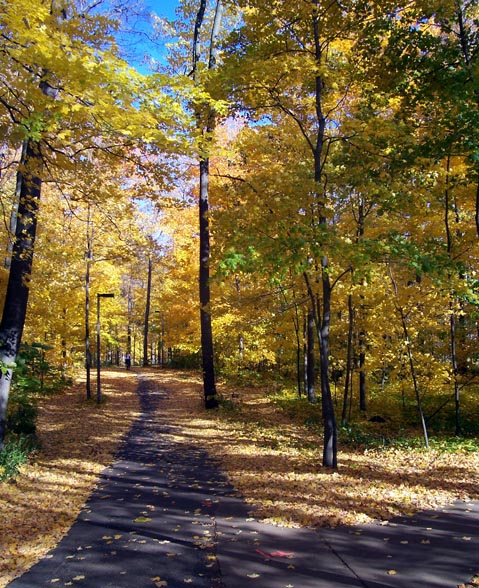
يحتوي حرم الجامعة MSU على العديد من الغابات الكثيفة. يمتد هذا المسار خلف العديد من قاعات الإقامة ، بما في ذلك قاعى اون وفاعة ماكدونل وقاعة هولمز.

يقع حرم جامعة ولاية ميشيغان في إيست لانسنغ على ضفاف نهر الأرز الأحمر، ويضم مساحة متجاورة تبلغ 5,200 أكر (21 كـم2) ، 2,000 أكر (8.1 كـم2) منها مطورة. تم بناء الحرم الجامعي وسط غابة، وافتتح في عام 1855 بثلاثة مبانٍ، لم يبق منها أي شي. بصفتها كلية زراعية، كان الحرم الجامعي يقع في الأصل على بعد عدة أميال خارج مدينة لانسينغ، ولكن مع نمو عدد سكان الكلية، تطورت مدينة إيست لانسينغ شمال الطريق الرئيسي للمنطقة.
ولاية ميشيغان هي واحدة من أكبر الجامعات في الولايات المتحدة. نظرًا لكونها حرمًا جامعيًا لجامعة كبيرة، فإن جامعة MSU لديها العديد من المرافق التي لا تخدم الجامعة فحسب، بل المنطقة الحضرية بأكملها. تشمل الأماكن العامة في الحرم الجامعي ملعب كرة قدم وساحة متعددة الأغراض وساحة جليدية وقاعة حفلات وفندق وملعب جولف. يحتوي الحرم الجامعي أيضًا على محطة طاقة خاصة بها وخدمة غسيل الملابس ومحرقة ومحطة قطار أمتراك.
من حيث البنية التحتية، هناك 556 مبنى: 100 للأكاديميين، و 131 للزراعة، و 166 للإسكان والخدمات الغذائية، و 42 لألعاب القوى. بشكل عام، 22,763,025 قدم مربع (2,114,754.2 م2) الجامعة 22,763,025 قدم مربع (2,114,754.2 م2) من إجمالي المساحة الداخلية. تمتلك MSU أيضًا 44 عقارًا خارج الحرم الجامعي، بإجمالي 52,000 أكر (210 كـم2) في 28 مقاطعة مختلفة. ومع ذلك، فإن حجم الحرم الجامعي، جنبًا إلى جنب مع الطرق المنحنية وعدم وجود رباعي الزوايا المركزية، يمكن أن يجعل من الصعب على القادمين الجدد التنقل.

## التاريخ
قبل التسوية البيضاء في المنطقة، وكان ايست لانسينغ عبارة عن مزيج من اشجار البلوط وتاماراك. في يوليو 1855، تمت التوصية بموقع 677 فدان شمال نهر الأرز الأحمر مباشرة إلى مجلس الدولة للتعليم، وأشار التقرير إلى المجلس أنه باستثناء التطهير العرضي، كانت الأرض عبارة عن غابات صلبة كثيفة. في إحدى «فتحات البلوط» هذه، بنت المدرسة أول ثلاثة مبانٍ لها في عام 1856: مبنى متعدد الأغراض يُدعى قاعة الكلية، ومبنى عنبر للنوم عُرف فيما بعد باسم «راحة القديسين». احتوت قاعة الكلية على فصول دراسية ومكاتب ومختبرات ومكتبة / متحف وقاعة محاضرات / كنيسة صغيرة متعددة الوظائف. كما كان من أوائل المباني في أمريكا التي تم استخدامها لتدريس الزراعة العلمية.
منذ أن تأسست الكلية في منطقة غير مأهولة مع عدد قليل من المزارع المجاورة، وأنها كانت للذهاب على الحنطور من لانسينغ، الذي بني في كلية أربعة منازل هيئة التدريس في العام الأول من الدراسة في عام 1857. لا يزال منزل كاولز، أحد منازل أعضاء هيئة التدريس الأصلية، موجودًا كمقر إقامة رسمي للرئيس، على الرغم من وجود جدارين وجزء من الأساس فقط من المبنى الأصلي. في النهاية، تم بناء عشرة منازل أعضاء هيئة التدريس في الحرم الجامعي بين عامي 1857 و 1885. إلى جانب منزل كاولز، نجا شخص آخر وتم نقله إلى مدينة إيست لانسنغ؛ تم هدم الباقي بين عامي 1922 و 1948 لإفساح المجال للمجمع الشمالي لقاعات الإقامة واتحاد الطلاب.
كان حرم جامعة ولاية ميشيغان من بين الأوائل الذين عملوا كمختبر نباتي لأعضاء هيئة التدريس والطلاب، وهو موقع لما هو اليوم أقدم حديقة نباتية تعمل باستمرار في الولايات المتحدة.
في ديسمبر عام 1879، دفن البروفيسور ويليام جيه بيل بذور 23 نباتًا في 20 وعاءًا من الرمل (لمنع تراكم المياه) في مواقع مختلفة حول الحرم الجامعي. في فترات زمنية محددة، حاليًا كل 20 عامًا، يتم حفر جرة لتحديد البذور التي لا تزال تنبت بعد فترات عزل غير مضاءة لفترات طويلة. وجدت أحدث عملية نبش للجثة في عام أبريل 2000م، عددًا قليلاً فقط من العينات التي بقيت على قيد الحياة لتنبت، ولا سيما فيرباسكم بلاتاريا (العثة مولين)، بعد 120 عامًا. لا تزال هناك خمس جرار مدفونة، ومن المقرر الكشف المقبل يكون في عام 2020.
في عام 1871، اقترح الرئيس أبوت أن يتخذ مجلس الأمناء «خطوات لتوفير التخطيط المناسب لأراضي الكلية، وغرس الأشجار، ومواقع المباني، وما إلى ذلك، بواسطة بستاني مختص بالمناظر الطبيعية، في أقرب وقت ممكن.» في عام 1872، تم التعاقد مع آدم أوليفر، بستاني المناظر الطبيعية من كالامازو. خلال فترة ولايته من 1872-1887، أشرف على تخطيط مسارات المشي والقيادة ووضع العديد من المباني، بما في ذلك قاعة لينتون في عام 1881. كان مسؤولاً عن نظام الطرق المغلقة، والذي لا يزال شكله المتغير حتى يومنا هذا باسم ويست سيركل درايف، وكان مسؤولاً أيضًا عن الترتيب غير الرسمي لمباني الحرم الجامعي. تم وصف طبيعة الحرم الجامعي في تقرير الرئيس أبوت لعام 1882 المقدم إلى المجلس على النحو التالي: «لا توجد في المتنزه صفوف مستقيمة من المباني أو الأشجار، ولكن... مبانيها... مفصولة بالمروج المتموجة والوديان الضحلة، ومجموعات الأشجار».
في عام 1906، تم تعيين OC Simonds مهندس المناظر الطبيعية في مدرسة البراري، وقام بتبسيط نظام الطرق والمشي المخططة ومناطق الزراعة. كان سيدمون هو أول من وصف هذه المنطقة حول ويست سيركل درايف بأنها «مساحة مقدسة» وأعاد التأكيد على فكرة أن تكون منطقة الحرم الجامعي كمتنزه يجب حمايته من التنمية. في خطاب أرسل عام 1906 إلى مجلس الأمناء «هذه المنطقة هي، أنا متأكد، تلك الميزة في الكلية التي يتذكرها الطلاب بشكل ممتع وعاطفي بعد مغادرتهم ألما ماتر الخاصة بهم، وأشك في أن أي تعليمات يتم تقديمها لها تأثير على حياتهم». 
في عام 1914 استأجرت الكلية مهندس المناظر الطبيعية الشهير فريدريك لو أولمستيد الابن مع المباني الأكبر مثل القاعات القديمة والزراعية التي يتم بناؤها. واجهت Olmsted تحدي الحفاظ على الطابع غير الرسمي للحرم الجامعي مع تقليل مسافة المشي. في عام 1915، أصدرت شركة Olmsted Brothers تقريرًا عن حلها كان إعادة تصميم دراماتيكية للحرم الجامعي حول المربعات. ومع ذلك، لم تكن الخطة تحظى بشعبية لدى الطلاب والخريجين الذين يرغبون في الحفاظ على الطابع غير الرسمي للحرم الجامعي. بعد ثماني سنوات من الاستشارات وقليل من التغييرات، أنهت المدرسة علاقتها مع أولمستيد في عام 1922. 

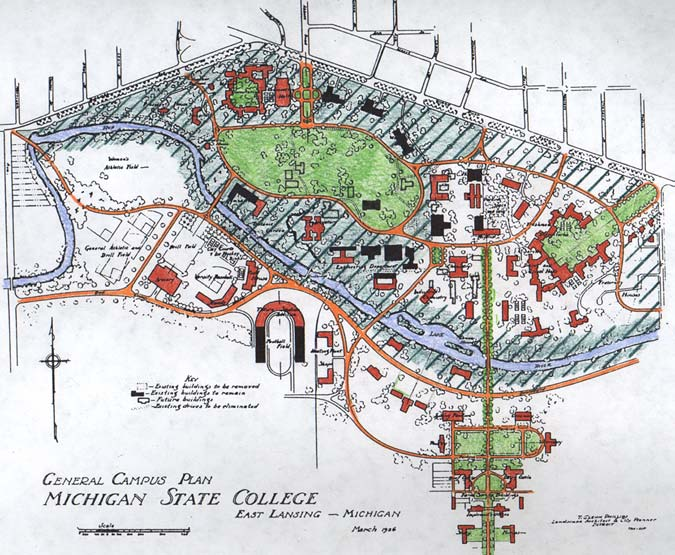
خطة الحرم الجامعي لـ T. Glenn Phillips لعام 1926

استأجرت الكلية في عام 1923 T. Glenn Phillips ، خطة Phillips لعام 1926 للحرم الجامعي حافظت على «مساحة Simonds المقدسة» واستمرت في نظام الطرق المنحنية إلى الشرق، مع وضع المباني بطريقة غير رسمية. دعت خطته إلى تخصيص الحرم الجامعي شمال النهر للأغراض الأكاديمية بينما كان من المقرر وضع جميع المرافق الزراعية والرياضية جنوب النهر. ستحدد خطة فيليبس النغمة لتطوير الحرم الجامعي للسنوات الخمس والعشرين القادمة. 
بعد الحرب العالمية الثانية، عاد عدد كبير من الجنود العسكريين، دفع الرئيس جون أ. هانا للتوسع مما أدى إلى زيادة كبيرة في الالتحاق وتسريع وتيرة التنمية جنوب النهر. كان العامل الدافع في تطوير الحرم الجامعي هو السيارات في الجنوب والتي تتميز بالمباني والشوارع الموضوعة بشكل عام في نظام شبكي مع المزيد من الأراضي المخصصة لمواقف السيارات.  نتج عن هذا النمو أكبر نظام لقاعات الإقامة في الولايات المتحدة. يعيش 16000 طالب في 23 قاعة جامعية بجامعة MSU ، وقاعة واحدة للخريجين، وثلاث قرى سكنية. على الرغم من أن جامعة ولاية ميشيغان لم تبني قاعة إقامة جديدة منذ عام 1967، فقد قامت بتحديث العديد من المهاجع. في عام 2007، افتتحت جامعة MSU الكلية السكنية في الآداب والعلوم الإنسانية  في قاعة Snyder-Phillips Hall التي تم تجديدها حديثًا، وهي موقع أول كلية سكنية في MSU ، وهي كلية Justin Morrill.
في عام 2001، تم تطوير خطة رئيسية جديدة تسمى 2020 Vision: A Concept Community for the MSU Campus لتوجيه تطوير الحرم الجامعي في المستقبل. ومن بين التوصيات التي دعت إلى إزالة مواقف السيارات المركزية في مواقف السيارات واستبدالها بمساحات خضراء، وإزالة مواقف السيارات الأمامية حول محركات الدائرة الغربية والشرقية، وإضافة المزيد من ممرات الدراجات، وزرع المزيد من الأشجار في الحرم الجنوبي من أجل إعطاء إنه شكل ومظهر الحرم الجامعي الشمالي.

## المناطق

### الحرم الشمالي

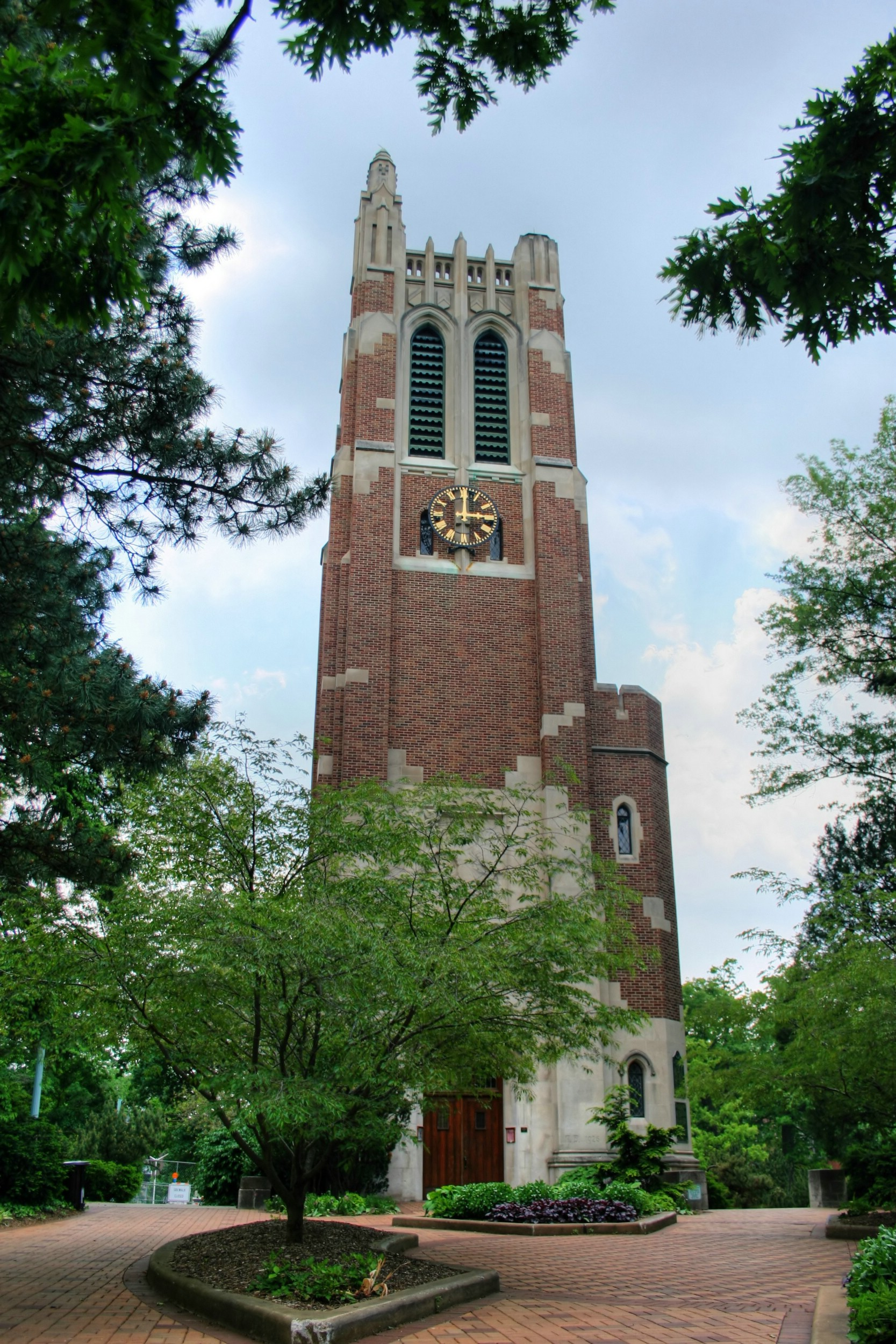
يمثل برج بومونت موقع قاعة الكلية القديمة ، ويحيط به ويست سيركل درايف من جميع الجوانب.

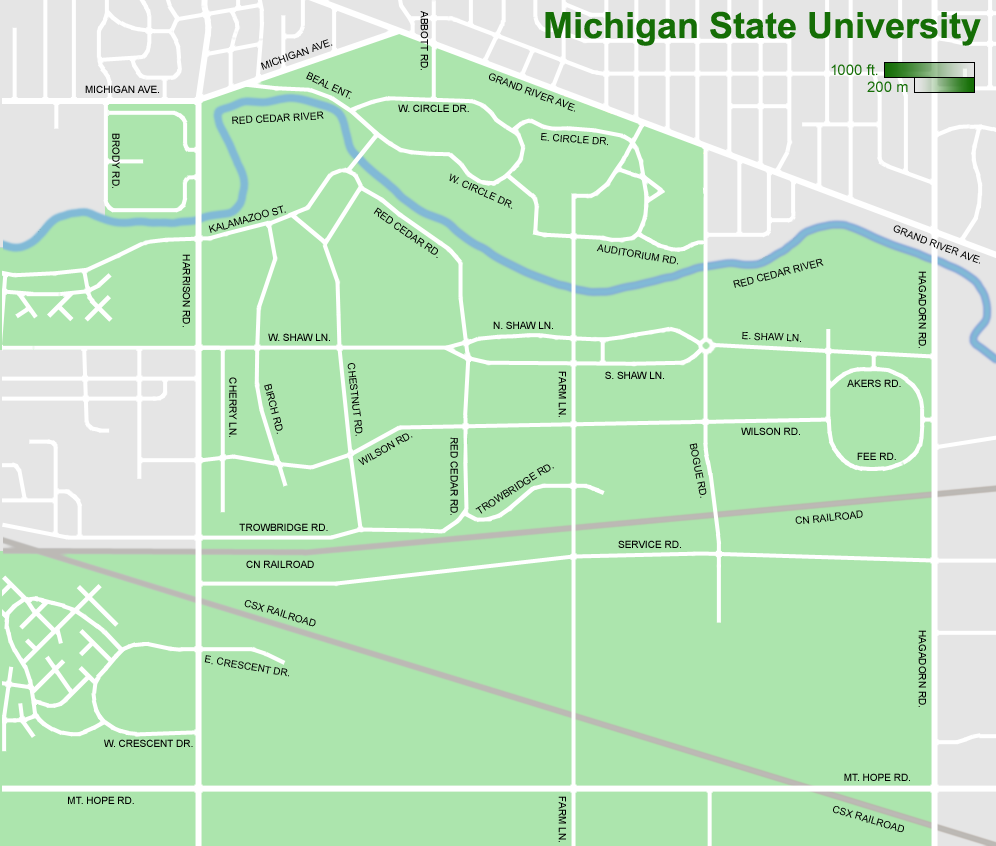
خريطة مبسطة للحرم الجامعي.

يقع أقدم جزء من الحرم الجامعي في شمال نهر ريد سيدار وجنوب شارع جراند ريفر وشارع ميشيغان . مبانيها عبارة عن مجموعة منتقاة من الأساليب المعمارية بما في ذلك Collegiate Gothic وBeaux Arts وRichardsonian Romanesque . الحرم الشمالي به أشجار وفيرة وطرق منحنية مع القليل من الخطوط المستقيمة. في وسط الحرم الشمالي يقع «الفضاء المقدس»، وهو محاط من جميع الجوانب بـ West Circle Drive. في هذه المنطقة أقامت الكلية أول ثلاثة مبانٍ لها. لا تزال أي من هذه المباني الثلاثة قائمة، ولكن لا تزال هناك بعض المباني التاريخية المهمة في الفضاء المقدس وبالقرب منه. وتشمل هذه كوليز هاوس، المقر الرسمي للرئيس، وبرج بومونت، وهو برج ساعة كاريلون يمثل موقع College Hall. إلى الشرق من الفضاء المقدس تقع مختبرات رو، وهي مجموعة من المباني المختبرية التي شيدت خلال أواخر القرن التاسع عشر وأوائل القرن العشرين. ومن بين هؤلاء يوستاس كول هول ومارشال آدمز هول، أول مختبرات أمريكية قائمة بذاتها للبستنة وعلم الجراثيم على التوالي.

### الحرم الجنوبي
يتكون الحرم الجامعي جنوب نهر الأرز الأحمر في الغالب من مبانٍ تم بناؤها بعد الحرب العالمية الثانية. تم بناء العديد منها على الطراز الدولي والوحشي، مع طرق مستقيمة نسبيًا وعدد أقل من الأشجار في الحرم الشمالي. يحتوي الحرم الجنوبي أيضًا على المزيد من مواقف السيارات السطحية، ويرجع ذلك جزئيًا إلى أماكن الرياضة وفنون الأداء. تقترح الخطة الرئيسية «رؤية 2020» استبدال ساحات الانتظار هذه بمسطحات وقوف السيارات ومساحات خضراء، من أجل تكرار الحديقة مثل الشعور بالحرم الجامعي الشمالي  ولكن هذه الخطط ستستغرق سنوات عديدة حتى تؤتي ثمارها. تشمل المباني الأكاديمية والبحثية البارزة في الحرم الجنوبي Cyclotron وكلية الحقوق.

### حرم الخدمة وما بعده
تقع غالبية المباني الأكاديمية والسكنية في ولاية ميشيغان شمال السكك الحديدية الوطنية الكندية. جنوب خط CN توجد مباني الخدمات مثل TB Simon Power Plant ، وخدمات الغسيل، ومحرقة الحرم الجامعي. ومع ذلك، هناك عدد متزايد من المباني الأكاديمية جنوب سكة الحديد. يقع كل من مركز MSU Clinical Centre ومبنى لايف ساينس في هذا الجزء من الحرم الجامعي، كما هو الحال في محمية طبيعية تُعرف باسم Baker Woodlot . لا يزال جنوب مباني الخدمات الجامعية وخط السكك الحديدية CSX يقع على بعد آلاف الأفدنة من الأراضي الزراعية المملوكة للجامعة والمرافق ذات الصلة بالبحوث الزراعية مثل MSU Pavilion . يساعد قرب الأراضي الزراعية من الحرم الجامعي جامعة ولاية ميشيغان في الاحتفاظ بالشعور الريفي بما يتماشى مع جذورها باعتبارها كلية زراعية تمتزج مع الأجواء الحضرية في إيست لانسينغ على بعد ميل واحد شمالًا. في الآونة الأخيرة، تمت إضافة مركز ديمر إلى حرم جامعة ولاية ميشيغان. مركز ديمر هو مكان تعليمي للطلاب وأعضاء هيئة التدريس وأعضاء المجتمع لتعلم كيفية التعامل مع الأسلحة النارية بأمان.

## معالم
ولاية ميشيغان هي موطن لثلاثة تماثيل برونزية، اثنان منها تم تشييدهما في عام 2005 وواحد في عام 2003. في ساحة مدخل المبنى الإداري الذي يحمل اسمه يوجد تمثال للرئيس السابق جون أ . حنا . في اتجاه مجرى النهر على الضفة الجنوبية لنهر الأرز الأحمر هو التمثال البرونزي الجديد لـ «المتقشف». حلت هذه النسخة المتماثلة لعام 2005 محل تمثال تيرا كوتا الأصلي، والذي لا يزال من الممكن رؤيته في الردهة الغربية لملعب سبارتان . التمثال الثالث، الذي تم تشييده في عام 2003، يشبه 12 قدمًا لنجم كرة السلة الأسبرطي الشهير ولوس أنجلوس ليكر، إيرفين "ماجيك" جونسون.

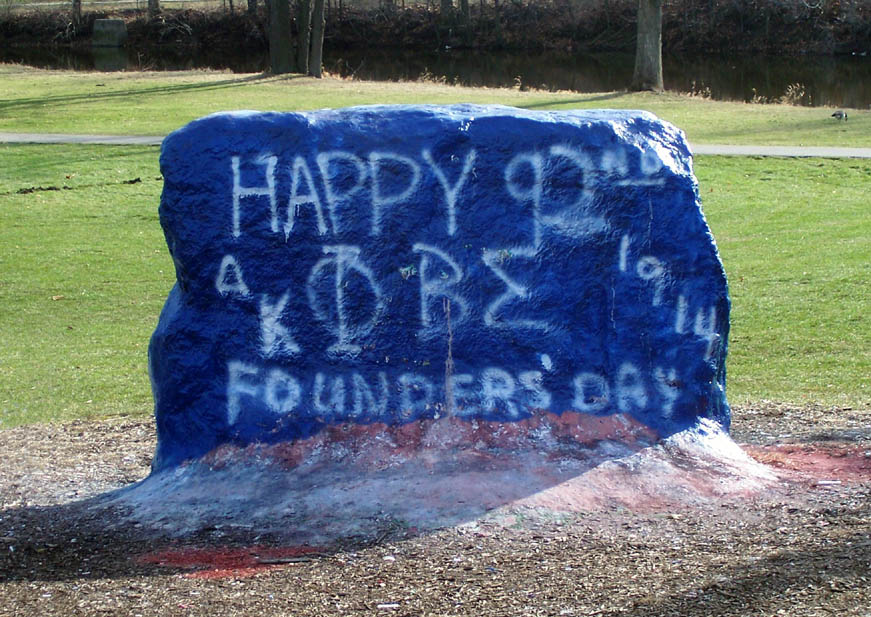
" الصخرة " في 12 يناير 2006.

معلم آخر هو الصخرة المطلية بالرش المعروفة باسم «الصخرة». الواقعة إلى الشرق من مزرعة لين إلى الشمال مباشرة من النهر، بل هو بقعة شعبية للأحداث الحرم الجامعي مثل مسرح في الهواء الطلق الصيف، منزل اليوناني ذيل، وقفات احتجاجية على ضوء الشموع . تم استخدامه مرة واحدة من قبل طلاب كلية ميتشيغان الزراعية (سابقًا ل MSU) لدراسة المحتويات المعدنية. يوجد في MSU العديد من الحدائق النباتية، بما في ذلك WJ Beal Botanical Garden عبر النهر مباشرة من الملعب، وحدائق البستنة القديمة بجوار المبنى الذي يحمل نفس الاسم، وحدائق MSU Horticulture Gardens ، وحديقة الأطفال 4-H المجاورة.
يوجد بالجامعة عدة مباني للتجمعات والمناسبات العامة. ملعب سبارتان بمثابة ملعب كرة القدم بالجامعة. مركز بريسلين هو ملعب كرة سلة متعدد الأغراض. تُستخدم ساحة مون آيس لهوكي الجليد. يعمل جناح MSU كمكان للمعارض الزراعية وأنواع أخرى من الأحداث. يوجد في ولاية ميشيغان مبنيين منفصلين للمسرح. يتم استخدام قاعة MSU Auditorium / Fairchild Theatre لعروض قسم مسرح MSU والحفلات الموسيقية والمتحدثين العامين. تقع قاعة الاحتفالات في فارم لين والضفة الشمالية للنهر، في قلب الحرم الجامعي. إلى الجنوب الشرقي يقع المسرح الرئيسي لمنطقة لانسينغ الحضرية، مركز وارتون للفنون المسرحية . يتميز مركز وارتون بمسرحيات برودواي وعروض أخرى، وكان موقع مناقشات الانتخابات الرئاسية الأمريكية عام 1992. يوجد بالجامعة أيضًا فندق / مركز مؤتمرات خاص بها، وهو مركز كيلوج.

## وسائل النقل
يحتوي حرم جامعة MSU على شبكة من الأرصفة ومسارات الدراجات والطرق (غالبًا مع ممرات للدراجات) ومسارات غير ممهدة. تتكون شبكة النقل الخاصة بها من 27 ميل (43 كـم) من الطرق و 100 ميل (160 كـم) من الأرصفة. الطرق الشائعة غير الآلية المستخدمة في التنقل في الحرم الجامعي هي: المشي وركوب الدراجات والتزلج على الجليد والتزلج على الألواح. كما أن الدراجات البخارية والدراجات البخارية ليست غير شائعة. تربط بعض الممرات العلوية والأنفاق العامة بعض المباني في الحرم الجامعي. يقع المسار الشرقي لممر نهر لانسينغ غير المزوَّد بمحركات في الحرم الجامعي ويمتد غربًا إلى وسط مدينة لانسينغ ثم شمالًا باتجاه المطار. يمتد ممر النهر غير المزود بمحركات عبر الحرم الجامعي على طول الجانب الجنوبي من نهر الأرز الأحمر، وهو الطريق الرئيسي بين الشرق والغرب لحركة المرور غير المزودة بمحركات في الحرم الجامعي. 
الطرق الرئيسية التي تمر عبر حرم جامعة MSU هي West Circle Drive و East Circle Drive و Shaw Lane و Farm Lane و Wilson Road و Bogue Road و Red Cedar Road. بالمرور عبر المناطق المزدحمة بالحرم الجامعي، تستقبل هذه الطرق عددًا كبيرًا من حركة المشاة والمركبات. من وسائل النقل الشائعة الأخرى خدمة حافلات هيئة النقل بمنطقة العاصمة، والتي لها العديد من الطرق عبر الحرم الجامعي بالإضافة إلى الخدمة المنتظمة خارج الحرم الجامعي في مناطق لانسينغ وإيست لانسنغ وأوكيموس . تم تعيين العديد من الطرق عبر الحرم الجامعي على أنها «خدمة سبارتان»، مما يعني أنها تعمل فقط خلال فصلي الخريف والربيع بجامعة ولاية ميشيغان. MSU-CTC (MSU CATA Transportation Center) هو محور خدمة الحافلات في الحرم الجامعي، ويمكن الوصول إلى العديد من الوجهات المحلية داخل وخارج الحرم الجامعي من هناك. تستخدم الحافلات بشكل متكرر بشكل خاص خلال فصل الشتاء.
مع وجود خطين للسكك الحديدية يعبران الحرم الجامعي، يتمتع طلاب جامعة ولاية ميشيغان بسهولة الوصول إلى السفر بالسكك الحديدية. تقع محطة East Lansing Amtrak في الحرم الجامعي، وتقدم خدمة يومية مباشرة من وإلى شيكاغو، كالامازو، فلينت، بورت هورون، والعديد من المدن الأخرى في جميع أنحاء ميشيغان عبر خط المياه الزرقاء. يمكن الوصول إلى مدن مثل ديترويت وآن أربور وغراند رابيدز عن طريق الانتقال إلى خط مختلف. تتم خدمة المحطة أيضًا من خلال العديد من خطوط حافلات Greyhound . يمكن الوصول إلى مطارين من الحرم الجامعي: مطار لانسينغ كابيتال الإقليمي (LAN) في بلدة ديويت ومطار ديترويت مترو (DTW) خارج ديترويت. يتم تقديم خدمة الحافلات من وإلى DTW ثماني مرات يوميًا بواسطة Michigan Flyer.

## روابط خارجية
- موقع الجامعة الرسمي
- ذهب ولكن لم يُنسى: مباني الحرم الجامعي التي لم تعد موجودة
- نبذة تاريخية عن إيست لانسنغ: أحياء المدينة ومتنزه الحرم الجامعي، 1850-1925